# Eric Liddell
Eric Henry Liddell (Tianjin, China, 16 de enero de 1902 – Weixian, China, 21 de febrero de 1945) fue un atleta escocés que fue campeón olímpico de los 400 metros lisos en los Juegos Olímpicos de París 1924, jugador de rugby que se desempeñó como wing para la selección escocesa y que sirvió como misionero protestante en China. Su historia fue llevada al cine en la película Carros de Fuego (1981).

## Primeros años
Liddell nació en China, donde sus padres, que eran escoceses, trabajaban como misioneros para la Sociedad Misionera de Londres. A partir de los seis años, él y su hermano Rob se educaron en Inglaterra, en un colegio para hijos de misioneros.
Desde muy joven demostró grandes aptitudes para el deporte, sobre todo en el rugby y en las pruebas atléticas de velocidad. En 1920 se matriculó en la Universidad de Edimburgo para estudiar ciencias exactas. En su etapa universitaria continuó entrenando y compitiendo en rugby y atletismo.
En 1923 se proclamó campeón británico de 100 y 200 yardas. En las 100 yardas estableció un nuevo récord nacional con 9,7 segundos, que no sería batido hasta 35 años más tarde.

## Carrera en el rugby
Fue convocado al XV del Cardo en 1922 para enfrentar a Les Bleus, jugó seis partidos más hasta 1923 y disputó los Torneos de las Cinco Naciones de 1922 y 1923, año en que jugó su último partido nacional contra el XV de la Rosa.

## Juegos olímpicos de París 1924

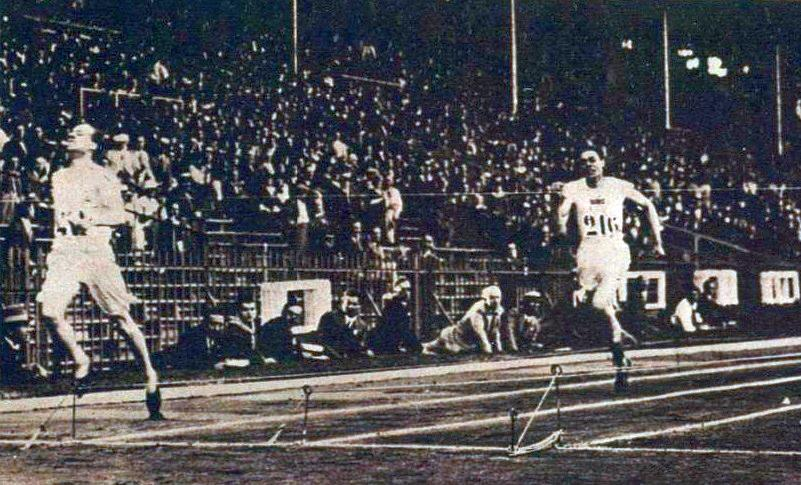
Eric Liddell ganó la final de los 400 metros en los Juegos Olímpicos de París 1924, aventajando a Horatio Fitch que llega en segundo lugar.

Fue seleccionado para competir en los Juegos Olímpicos de París 1924 en los 200 y los 400 metros lisos. Liddell estaba seleccionado para correr en los 100 metros, su mejor prueba, y decidió no hacerlo al enterarse en el último momento de que las eliminatorias se celebrarían un domingo, y competir en domingo era algo que iba en contra de sus creencias religiosas. 
En el primer evento, los 200 metros, Liddell consiguió la medalla de bronce con una marca de 21,9 s por detrás de los estadounidenses Jackson Scholz (21,6 s) y Charlie Paddock (21,7 s).
Pero su gran momento llegaría en los 400 metros, donde lograría una victoria completamente inesperada con 47,6 s, que era además récord olímpico. La plata fue para el estadounidense Horatio Fitch (48,4 s) y el bronce para el otro británico de la final, Guy Butler (48,6 s).

## Misionero en China

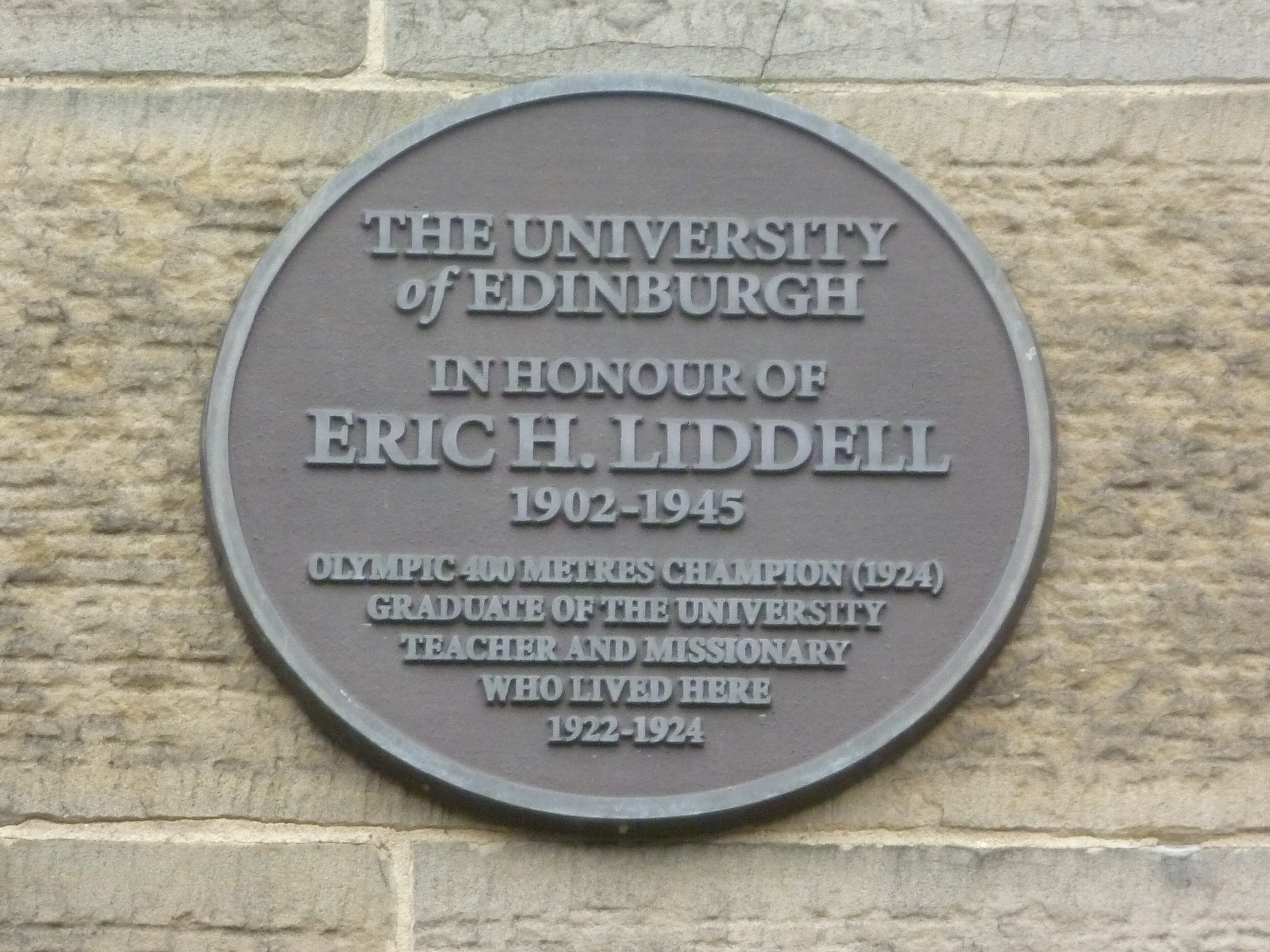
Placa recordatoria en honor de Eric Henry Liddell, en la Universidad de Edimburgo.

Después de los Juegos, en ese mismo año obtuvo su licenciatura universitaria. Continuó compitiendo durante un tiempo, aunque en 1925 decidió marcharse a China como misionero tal y como habían hecho sus padres. Liddell sirvió como misionero el resto de su vida, primero en Tianjin y luego en Siaochang.
Durante este tiempo también compitió esporádicamente en algunas carreras, como en 1928, cuando venció a varios atletas olímpicos de Francia y Japón, o en 1930, cuando ganó en los campeonatos del norte de China. También en este tiempo realizó algunos viajes a Escocia. En 1932 se casó en Tianjin con Florence Mackenzie, hija de unos misioneros canadienses, con la que tuvo tres hijas.
A partir de 1941 la vida en China se volvió peligrosa debido a la guerra con Japón, y la embajada británica les aconsejó que regresaran a Europa. Liddell decidió quedarse, pero envió a Florence y a sus hijas a Canadá, mientras él aceptaba un nuevo destino en la misión rural de Siaochang.
En marzo de 1943, cuando llegaron los invasores japoneses, fue internado en el campo de prisioneros de Weixian, donde falleció en 1945 debido a un tumor cerebral.

## Película
La película Carros de Fuego, dirigida por Hugh Hudson y estrenada en 1981, recoge su historia así como la de su compañero de equipo Harold Abrahams, campeón olímpico de los 100 metros en París 1924. Liddell está interpretado por el actor Ian Charleson, y el argumento, que realza el dramatismo, se centra en los conflictos de distinta índole que les afectan a ambos, y de manera especial la decisión de Liddell de no correr en domingo durante los Juegos de 1924.
En el año 2016 se realiza la película On Wings of Eagles (también conocida como 'En busca de la libertad'), producción china-estadounidense protagonizada por el actor inglés Joseph Fiennes en el papel de Eric Liddell, la que relata los últimos años de su vida después del evento de los juegos olímpicos de París de 1924, ya vistos en la anterior película (Carros de Fuego), dando gran relevancia a su vida de misionero y profesor en China durante la ocupación japonesa, finalizando con su fallecimiento en el campo de prisioneros de Weixian.

## Marcas personales
- 200 metros - 21,5 (Londres, 7 de julio de 1923)
- 400 metros - 47,6 (París, 11 de julio de 1924)

| Predecesor: Bevil Rudd | Campeón Olímpico de 400 metros París 1924 | Sucesor: Ray Barbuti |

- Datos: Q317422
- Multimedia: Eric Liddell / Q317422